# チャージアップ (青森放送)
チャージアップ（ちゃーじあっぷ）は、青森放送ラジオで土曜日朝に放送している番組である。

## 概要
- 当番組は、第1期として2009年4月4日から2010年3月27日まで放送され、第2期として2012年9月から開始となる。
- 尚、第1期の前時間に放送されていたニュース&ウェザー(8:15～8:20)も同日開始され、同時期に終了した。
- その後2012年9月からは、チャージアップ！として放送をしている

## 内容
- 内容は、1人(組)のアーティストや特定の年代に注目し、そのアーティストや特定の年代の曲を流す番組である。よって、実質音楽番組である。
- 尚、タイトルコールは、オープニングには行わず、エンディングで行う。

## 放送時間
- 土曜日 - 8:20～8:452009年4月4日～2010年3月27日
- 土曜日 - 8:15～8:252012年9月

## MC
- 上野由加里（RABアナウンサー）